# 하벤 기르마

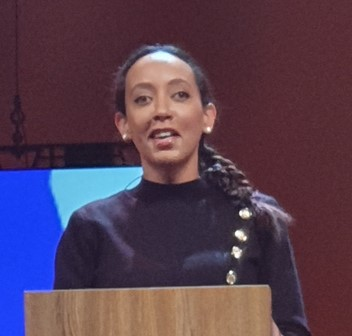
하벤 기르마

하벤 기르마(Haben Girma, 1988년 7월 29일 ~ )는 미국의 장애 권리 옹호자이며 하버드 로스쿨을 졸업한 최초의 청각 장애인이다.